# Basal De Ballobar Y Balsalet De Don Juan
Basal De Ballobar Y Balsalet De Don Juan este o arie protejată (arie specială de conservare — SAC, sit de importanță comunitară — SCI) din Spania întinsă pe o suprafață de 228,61 ha, integral pe uscat.

## Localizare
Centrul sitului Basal De Ballobar Y Balsalet De Don Juan este situat la coordonatele 41°36′59″N 0°07′52″E / 41.6164°N 0.131231°E.

## Înființare
Situl Basal De Ballobar Y Balsalet De Don Juan a fost declarat sit de importanță comunitară în iulie 2000 pentru a proteja 2 specii de plante. Situl a fost protejat și ca arie specială de conservare în februarie 2021.

## Biodiversitate
Situată în ecoregiunea mediteraneană, aria protejată conține 6 habitate naturale: Pășuni mediteraneene udate de apa mării (Juncetalia maritimi), Iazuri temporare mediteraneene, Tufărișuri halofile mediteraneene și termo-atlantice (Sarcocornetea fruticosi), Pseudostepă cu ierburi și specii anuale de Thero-Brachypodietea, Tufărișuri halo-nitrofile (Pegano-Salsoletea), Stepe sărăturate mediteraneene (Limonietalia).
La baza desemnării sitului se află mai multe specii protejate de  plante (2): Marsilea strigosa, Riella helicophylla.
Pe lângă speciile protejate, pe teritoriul sitului au mai fost identificate 3 specii de plante, 10 specii de păsări, 2 specii de amfibieni, 1 specie de mamifere.